# Ottavio Palombaro
Ottavio Palombaro (Prodo, 21 giugno 1861 – Monte del Lago, 11 ottobre 1933) è stato un imprenditore italiano.

## Biografia

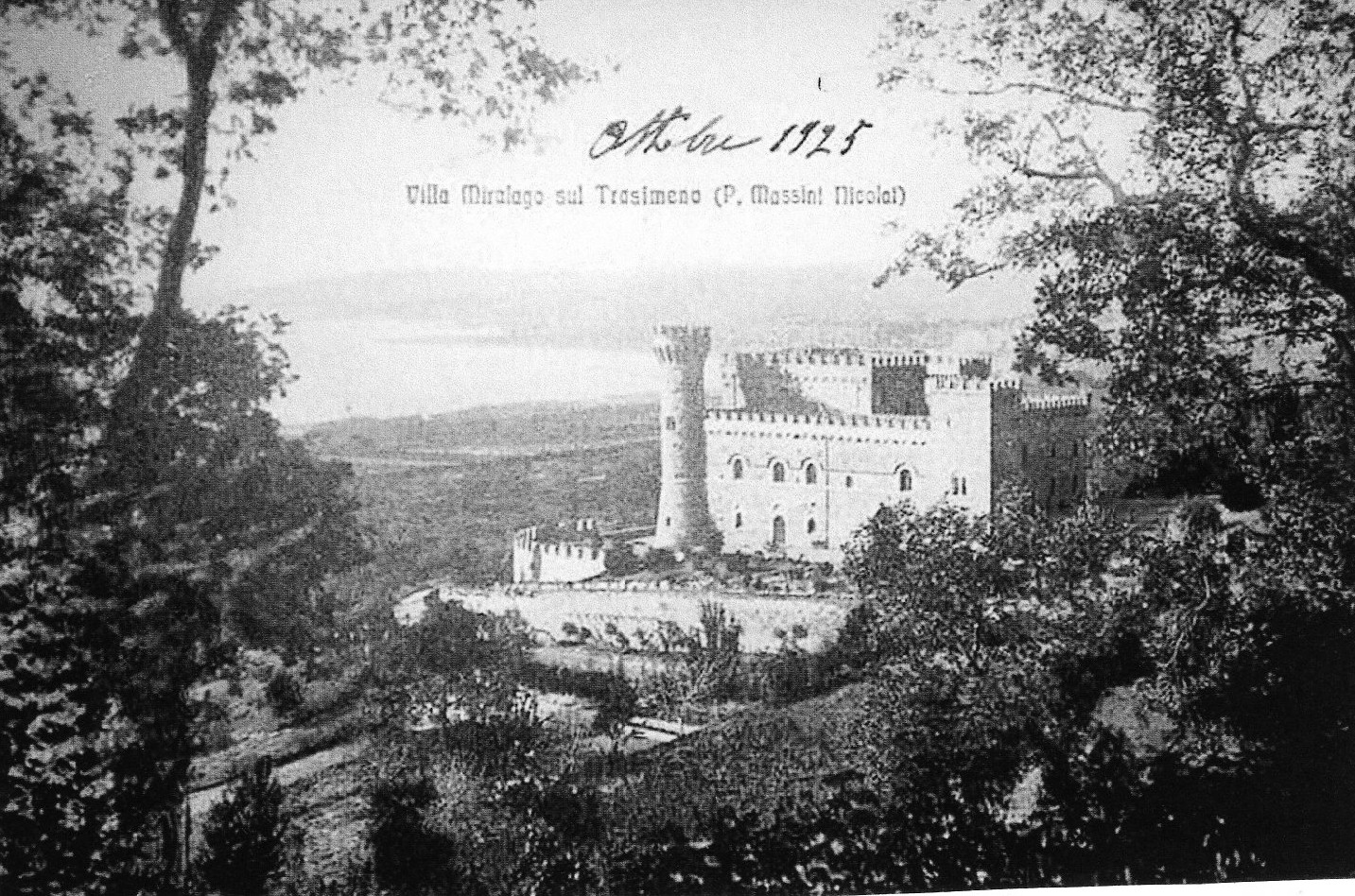
Castello Borgia, ottobre 1925

Ottavio Palombaro nacque il 21 giugno 1861 a Prodo, frazione di Orvieto, da Antonio Picchiami, detto "Palombaro", un proprietario terriero di origini umbre, e da Stella Longaroni.
Alla morte del padre, la proprietà venne divisa tra Ottavio e il fratello Enrico. Nel frattempo si sposò con Angela Persichetti, dalla quale ebbe tre figli: Antonio, Giovanni e Orsola.
All'inizio del XX secolo diede vita alla Azienda Boschiva "Ottavio Palombaro & figli”, affermandosi inizialmente a San Venanzo di Terni, in terra d’Umbria.

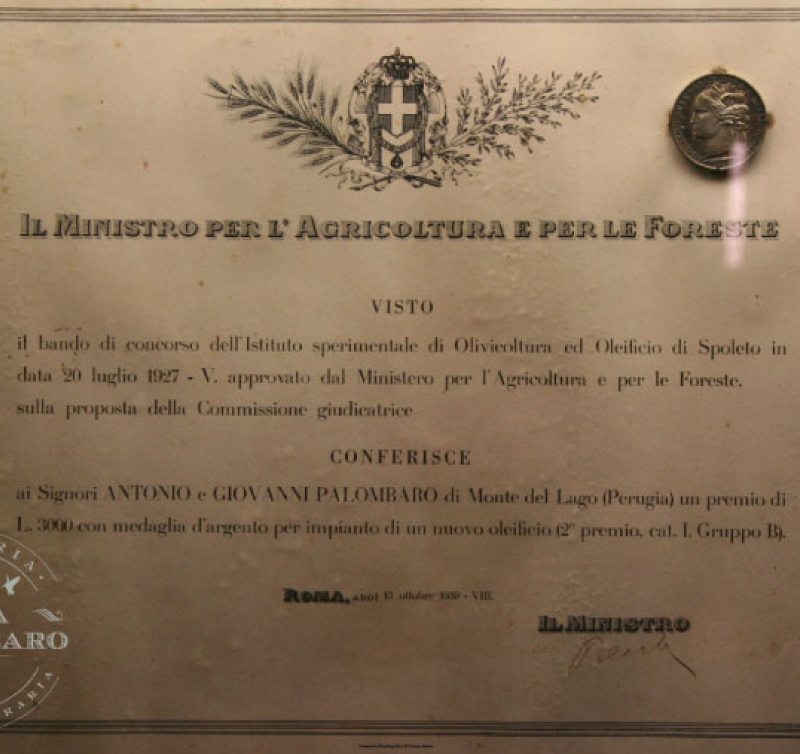
Riconoscimento concesso alla Ditta "Ottavio Palombaro e figli”

La società crebbe rapidamente lavorando in molte Regioni d'Italia, in particolar modo nel Sud, ove la famiglia Palombaro si interessò al ricco patrimonio boschivo della Basilicata, nonché ai boschi di Caramola e di Avena, situate nel territorio di Francavilla. Riuscirono ad aggiudicarsi secondo le leggi dell'epoca il diritto di tagliare gli alberi adeguatamente selezionati, per poi trasportare il legname ricavato in opportune segherie, dove veniva lavorato e trasformato in manufatti pronti per essere venduti.
Diventò, in circa un ventennio, la più importante Industria Boschiva Nazionale, con la qualifica di fornitore ufficiale di traversine ferroviarie per lo stato Italiano.
L’azienda arrivò quindi a ricoprire un ruolo di primo piano nel Regno d'Italia, soprattutto durante il periodo fascista, in cui si dimostrò uno dei principali fornitori di legname del regime, tanto ché, per celebrare il loro contributo, nel 1924 venne registrato anche un documentario da parte dell'Istituto Luce, nel quale venne mostrata la ditta di Ottavio Palombaro & figli e le diverse fasi di lavorazione del legno.
Una volta diventato ricco, Ottavio acquistò alcune delle più importanti proprietà localizzate nei comuni di Magione e Passignano.
Essendo di origini umbre, nel 1927 Ottavio inviò il figlio Giovanni a visitare la sponda orientale del Lago Trasimeno per selezionare un luogo su cui investire. Venne scelta la località di Monte del Lago e vi comprò, dal critico musicale Riccardo Schnabl, la Villa di Monte del Lago con la tenuta e il frantoio.
Nel 1933 subentrò al marchese Filippo Massini Nicolai acquistando tutta la tenuta insieme al Castello dei Borgia, nota anche come villa Miralago.
Morì nella Villa di Monte del Lago, nel comune di Magione, l'11 ottobre 1933.